# Schopfeln-Rehletal

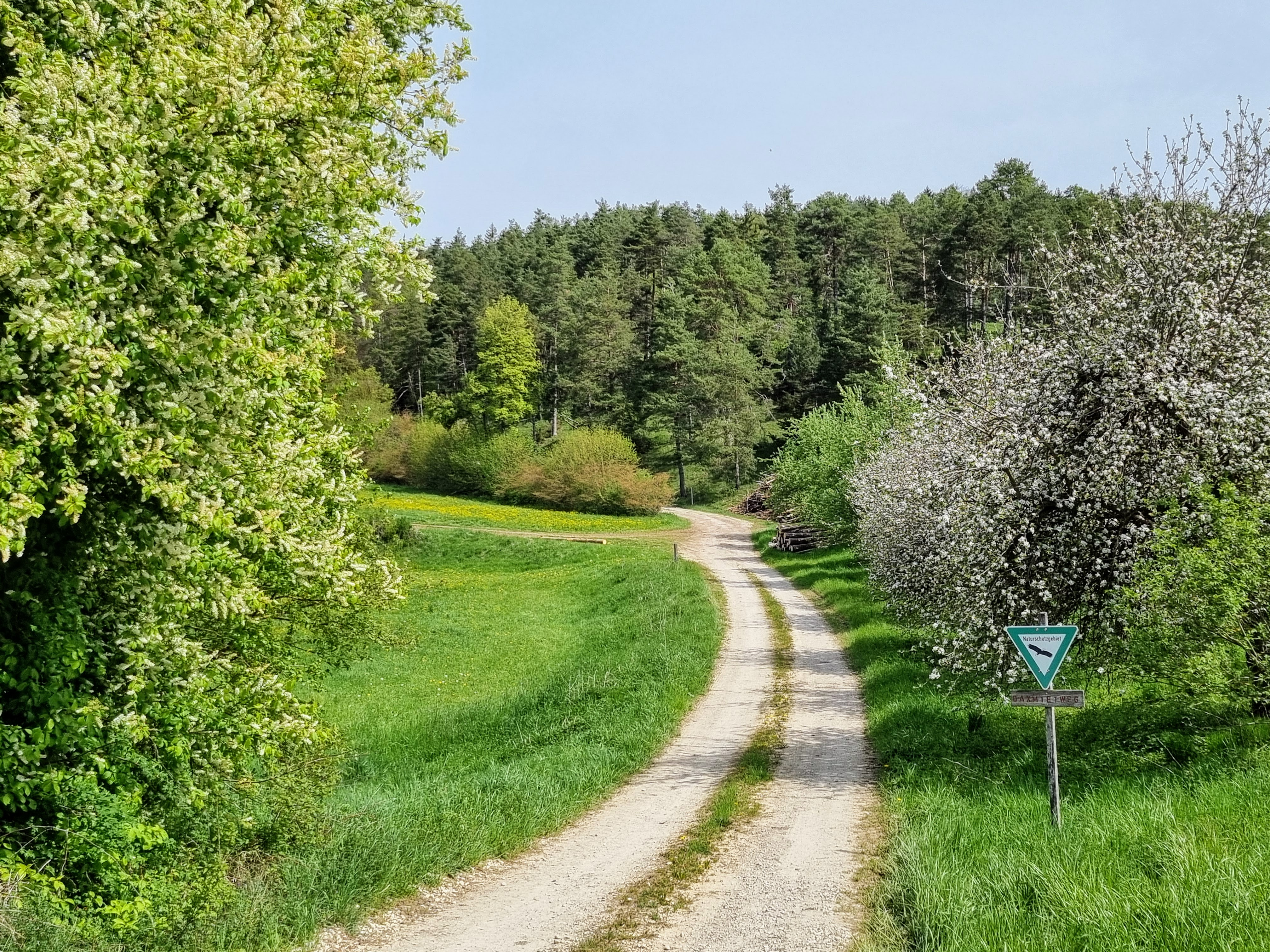
An der Kreisstraße 5927 bei Mauenheim

Das Gebiet Schopfeln-Rehletal ist ein seit dem 10. November 2011 ausgewiesenes Naturschutzgebiet (NSG-Nummer 3.281) in den baden-württembergischen Landkreisen Konstanz und Tuttlingen in Deutschland.

## Lage
Das rund 172 Hektar große Naturschutzgebiet Schopfeln-Rehletal gehört naturräumlich zur Hegaualb. Es liegt auf der Engener Gemarkung Biesendorf (2,9 % / 5,0436 Hektar) sowie der Immendinger Gemarkung Hattingen (97,1 % / 167,9761 Hektar), etwa 2,9 Kilometer südwestlich der Biesendorfer und 2,2 Kilometer südlich der Hattinger Ortsmitte, auf einer durchschnittlichen Höhe von 666 m ü. NHN.

## Schutzzweck
Wesentlicher Schutzzweck ist die Erhaltung eines Mosaiks lichter und artenreicher Nadel-, insbesondere Kiefernwälder mit Binnensäumen und Reliktstandorten, Magerrasen und -wiesen mit einem überregional bedeutsamen Frauenschuh-Vorkommen, eines Lebensraums zahlreicher gefährdeter, zum Teil vom Aussterben bedrohter Tier- und Pflanzenarten als Objekt für Wissenschaft und Landeskunde.

## Flora und Fauna
Folgende seltene und teils vom Aussterben bedrohte Arten (Auswahl) sind im Naturschutzgebiet Schopfeln-Rehletal beschrieben:

### Flora
- Geflecktes Knabenkraut (Dactylorhiza maculata), auch Flecken-Fingerwurz
- Gelber Enzian (Gentiana lutea)
- Gelber Frauenschuh (Cypripedium calceolus)
- Rosmarin-Seidelbast (Daphne cneorum), auch Flaum-Steinröslein oder Reckhölderle
- Braunrote Stendelwurz (Epipactis atrorubens), auch Schwarzroter Sitter, Strandvanille oder Vanilleständel

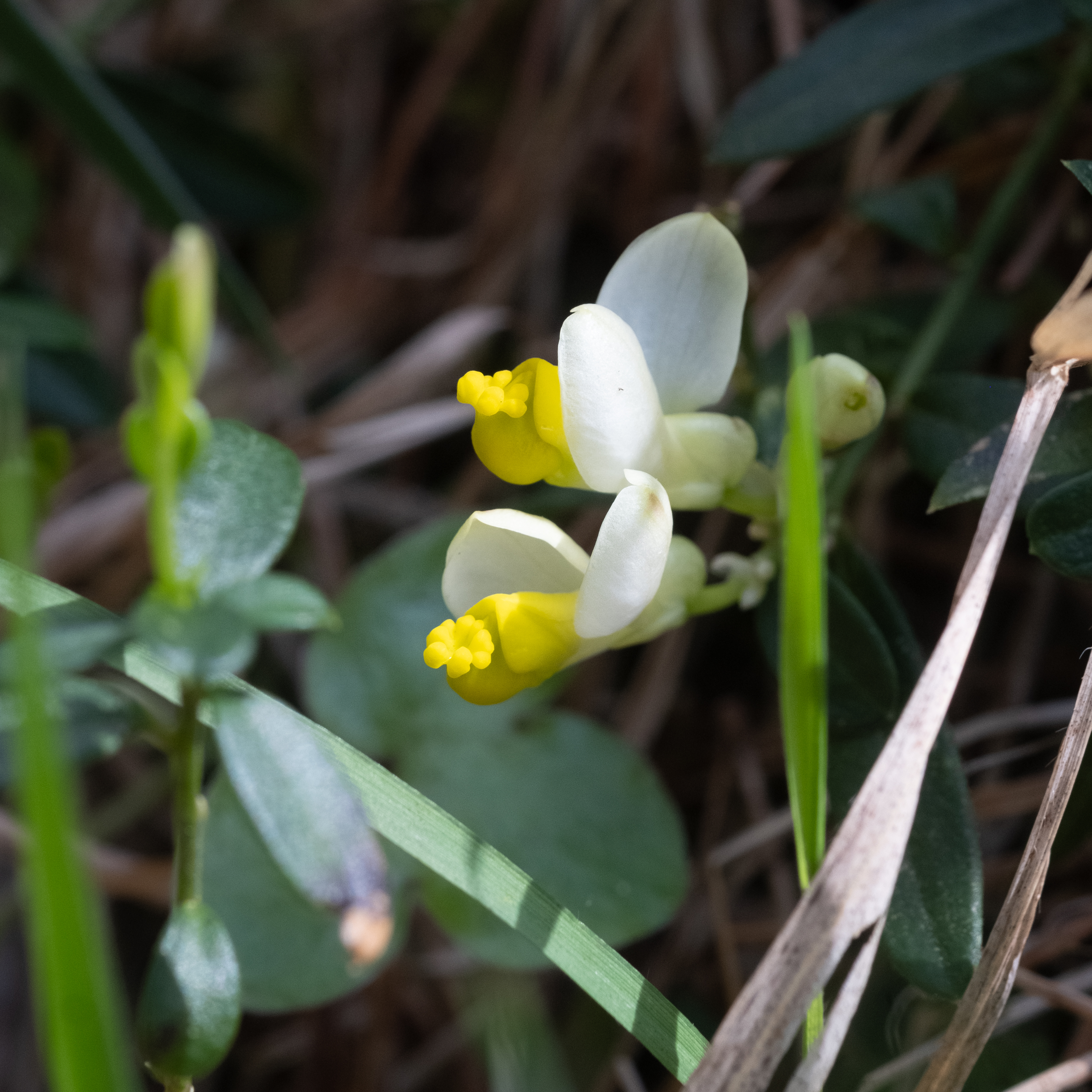
Buchs-Kreuzblume
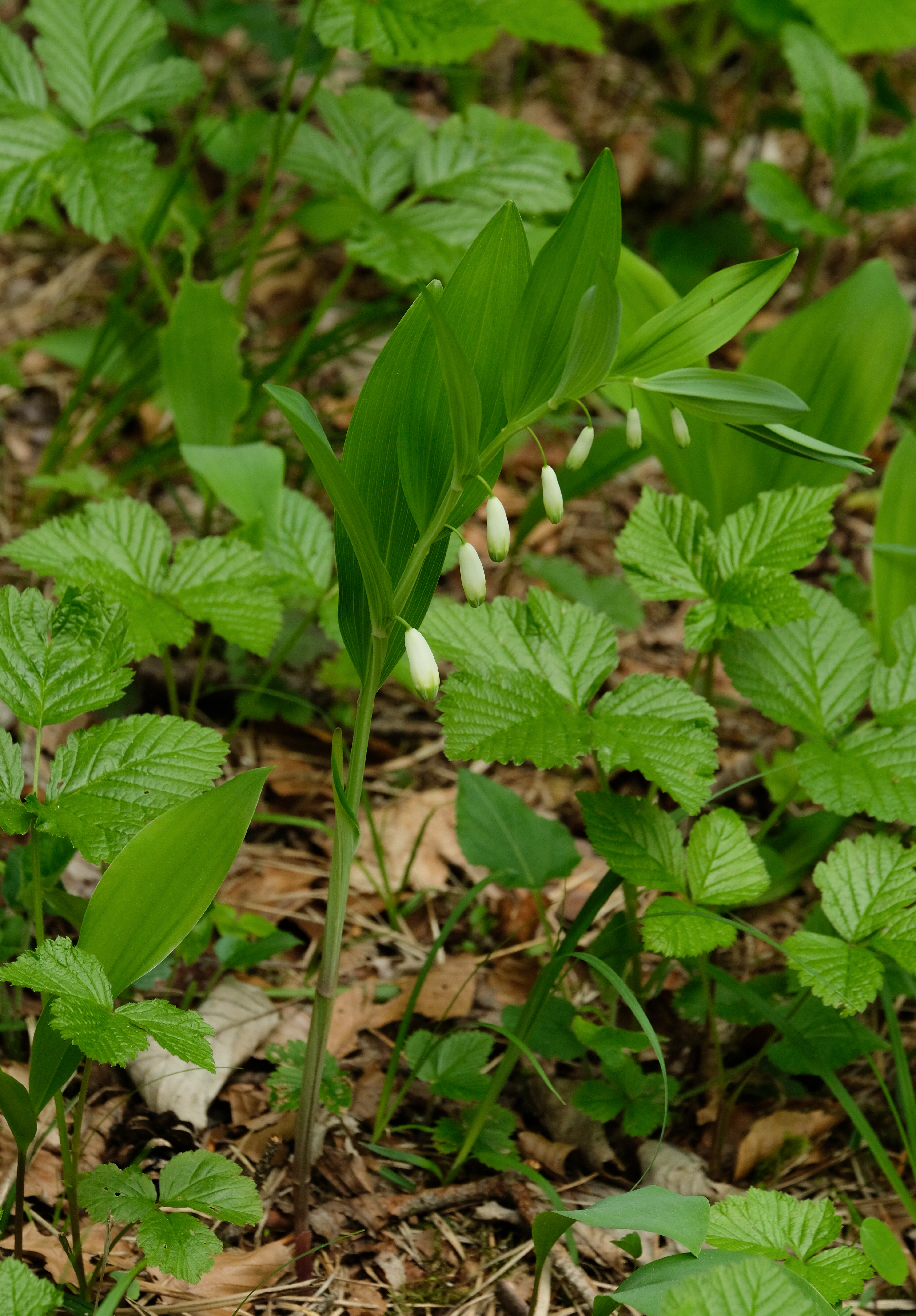
Echtes Salomonssiegel
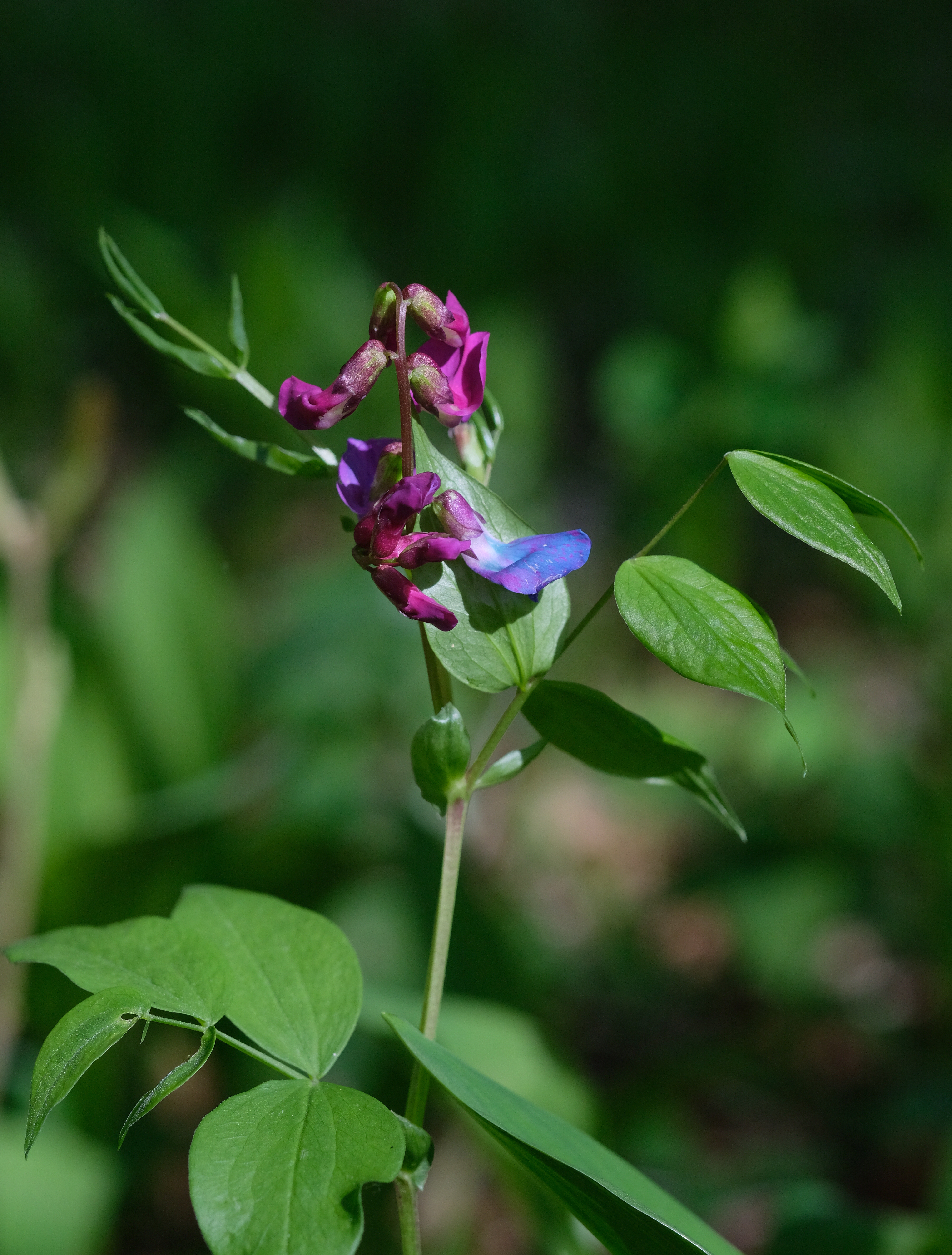
Frühlings-Platterbse
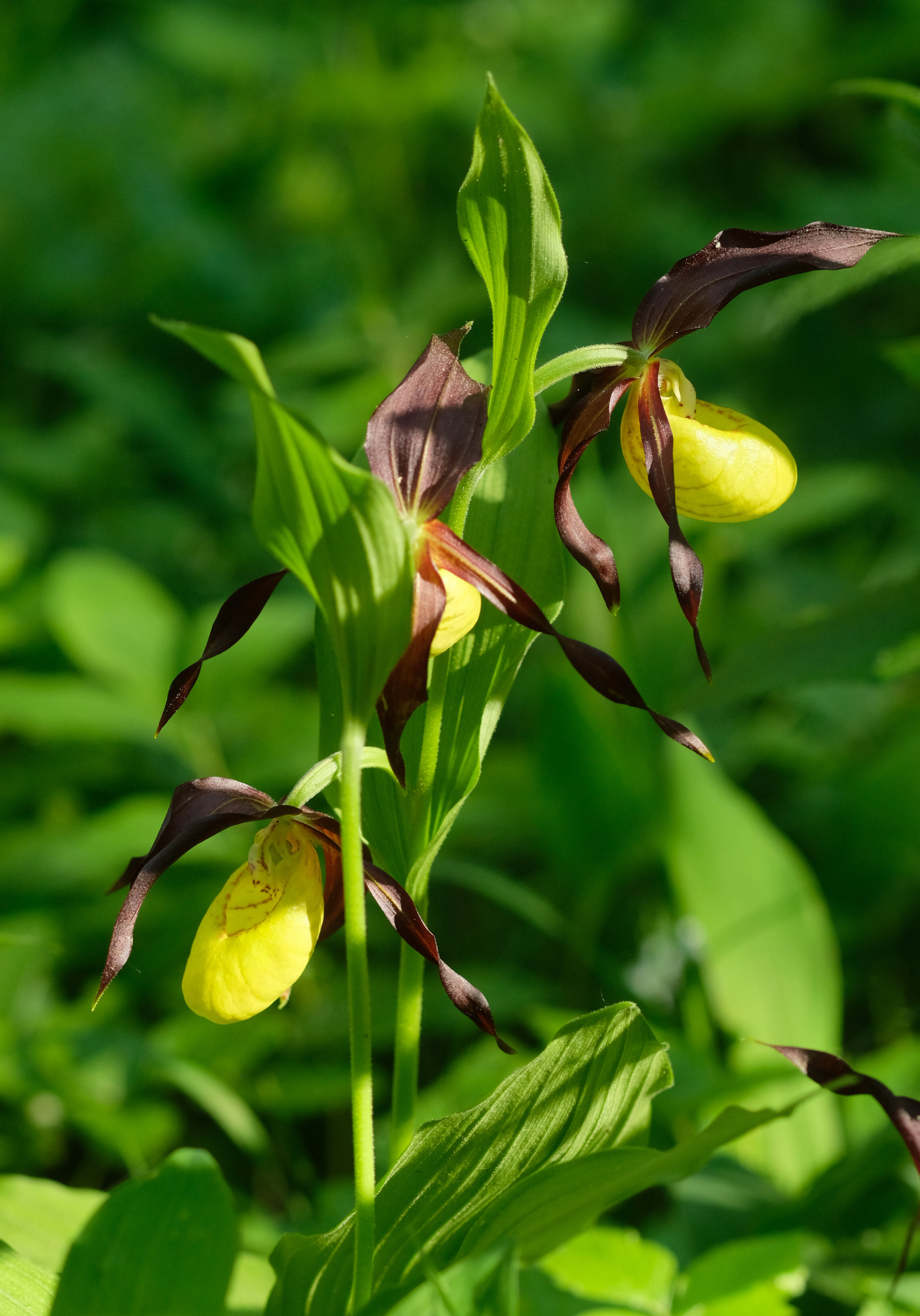
Gelber Frauenschuh
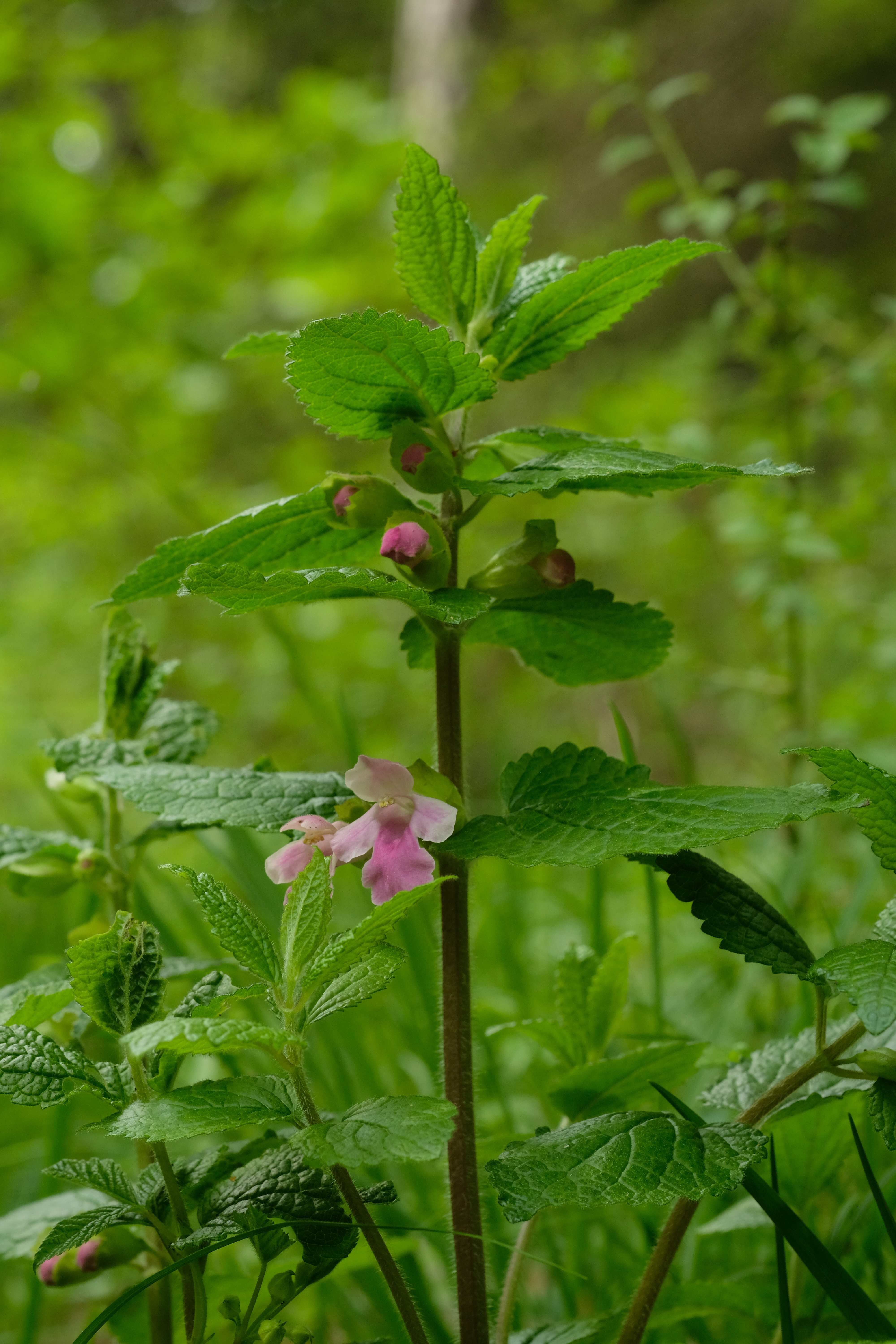
Immenblatt
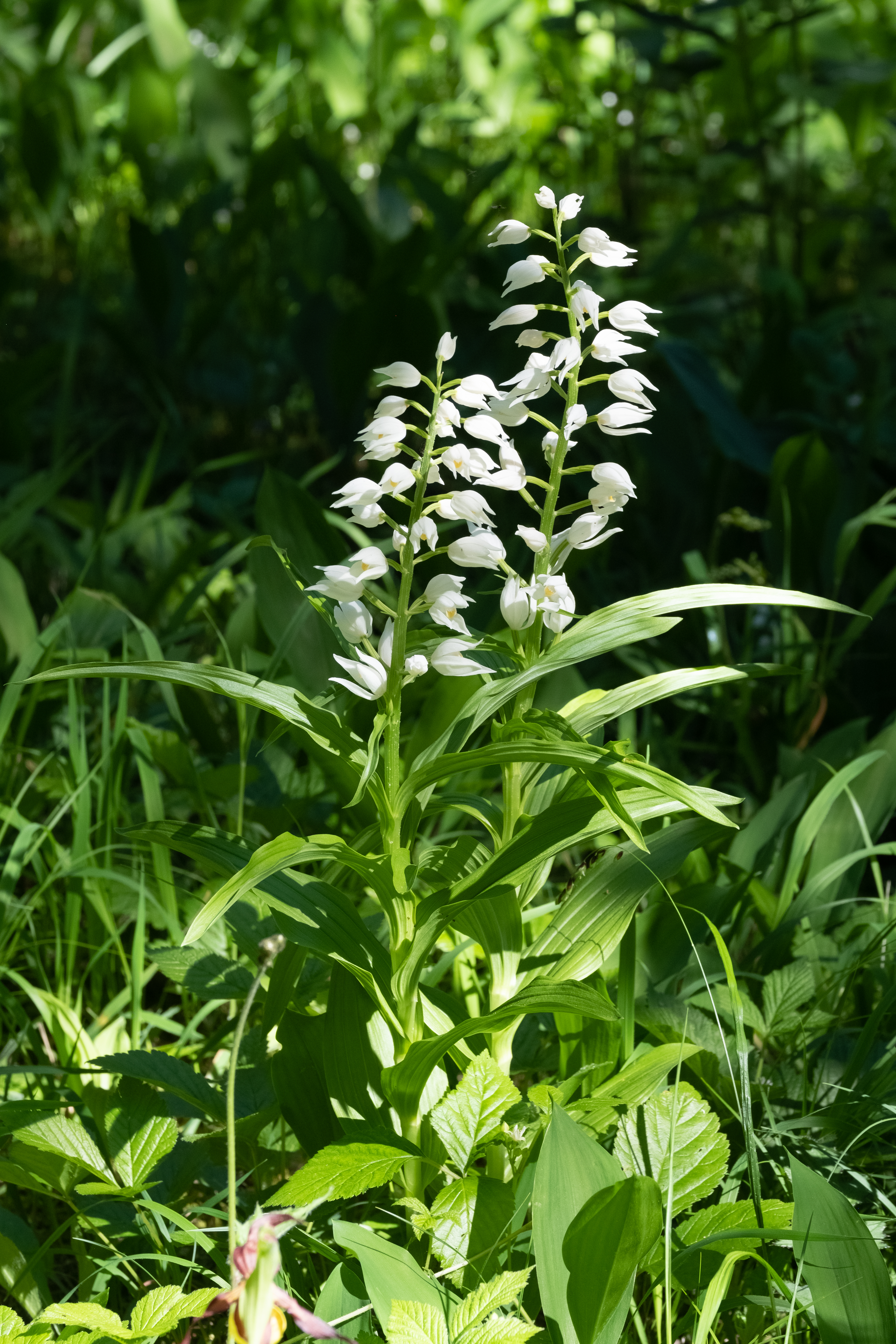
Langblättriges Waldvöglein
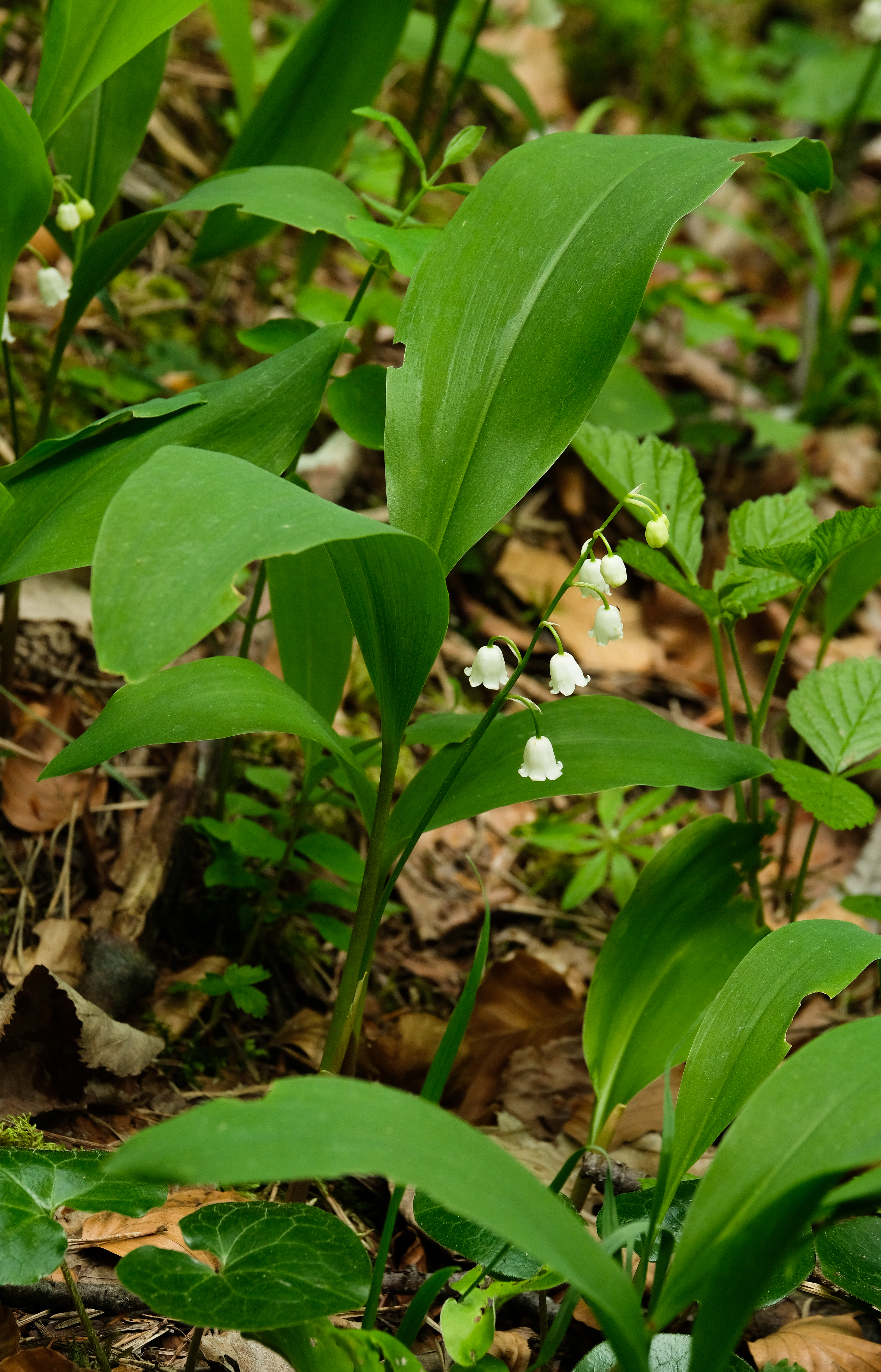
Maiglöckchen
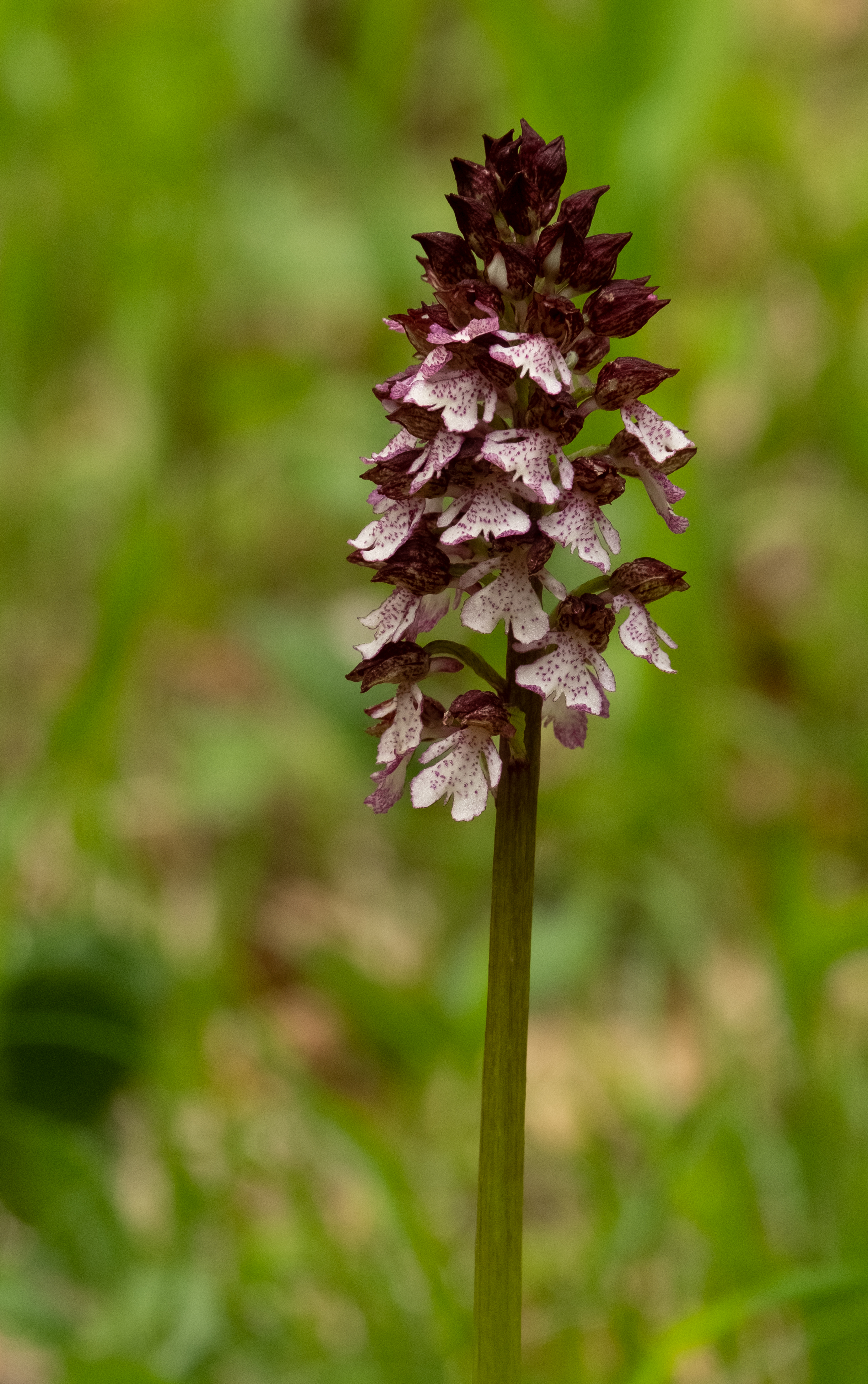
Purpur-Knabenkraut
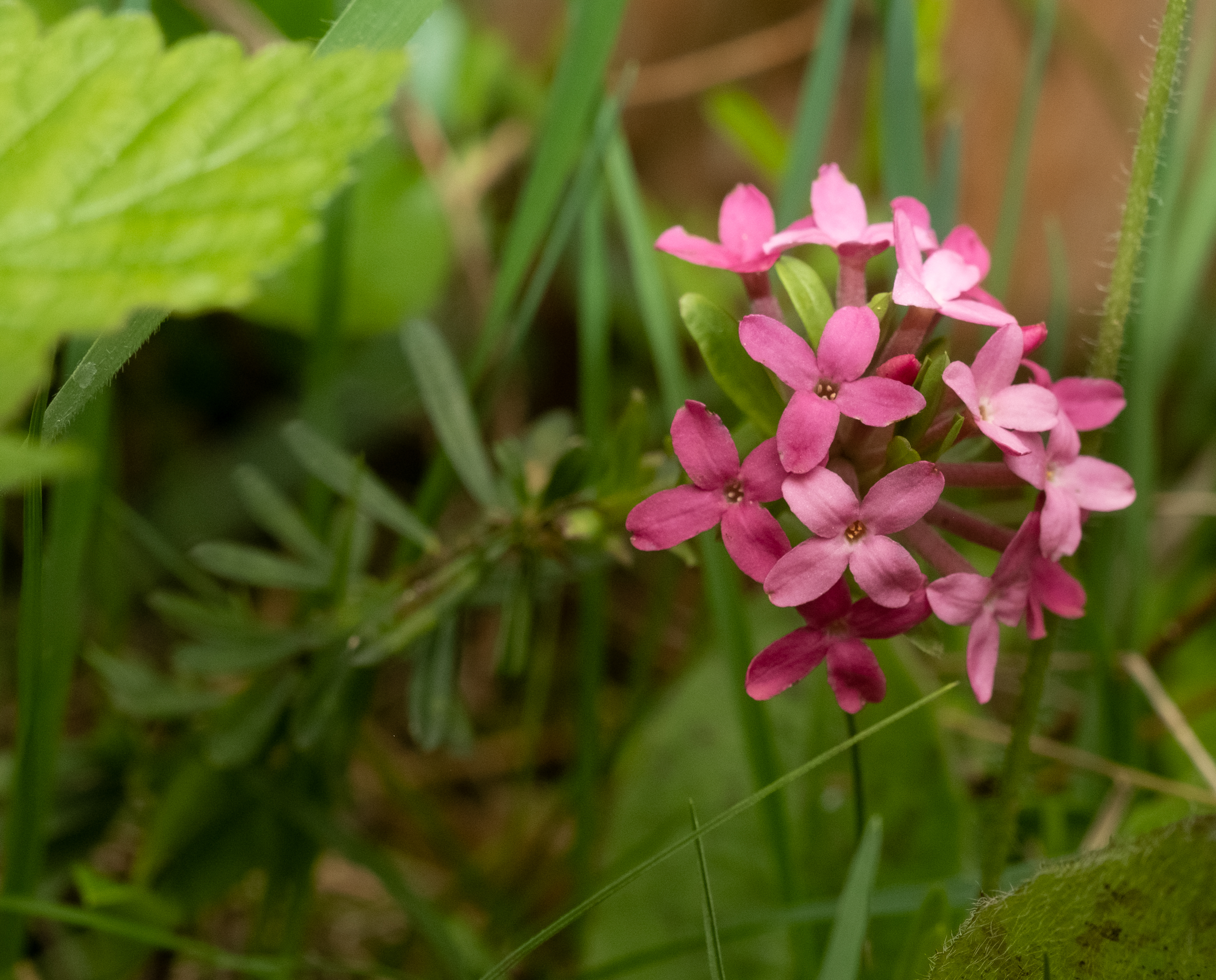
Rosmarin-Seidelbast
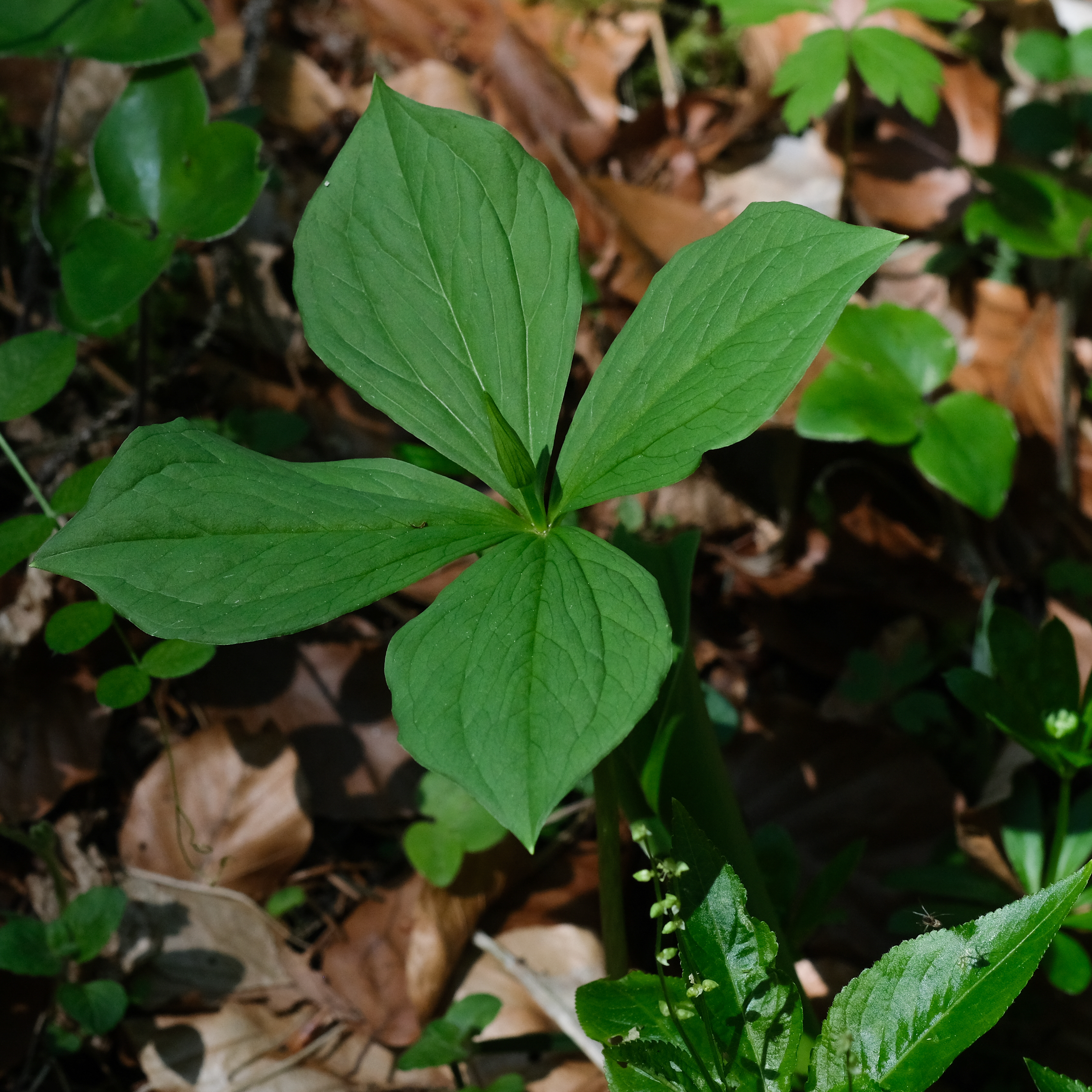
Vierblättrige Einbeere
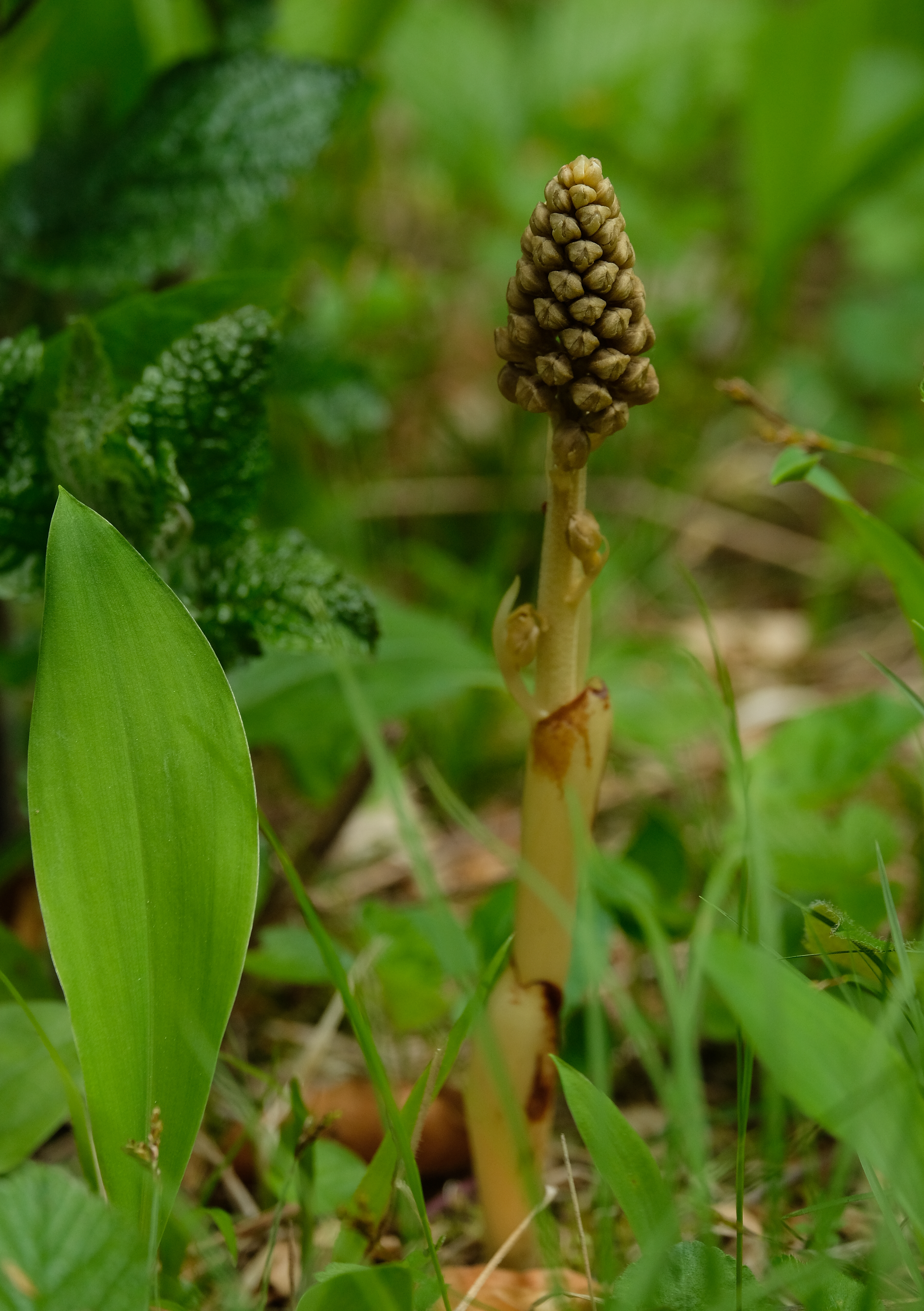
Vogel-Nestwurz

## Zusammenhang mit anderen Schutzgebieten
Mit dem Naturschutzgebiet Schopfeln-Rehletal sind das FFH-Gebiet „Hegaualb“ (DE-8118-341) sowie eine Vielzahl von Biotopen als zusammenhängende Schutzgebiete ausgewiesen. (Stand: Mai 2018)